# ASMOSIA
ASMOSIA ist eine wissenschaftliche Gesellschaft (Association for the Study of Marble and Other Stones in Antiquity) von Naturwissenschaftlern und Archäologen aus aller Welt, die über die in der Antike verwendeten Marmore und Natursteine forschen, Erkenntnisse und Erfahrungen auf internationalen Konferenzen austauschen.
Die Teilnehmer an internationalen Konferenzen, die alle zwei bis drei Jahre stattfinden, stammten beispielsweise im Jahre 2000 in Venedig aus Italien, den USA, Griechenland, Deutschland, Frankreich, der Schweiz, Deutschland, der Türkei, Großbritannien, Slowenien, Israel, Indien, Norwegen, Rumänien, Spanien, Albanien, Dänemark, Ungarn, Zypern, Belgien und Polen. Zur Vorbereitung der Konferenzen wird länderübergreifend zusammengearbeitet.
Der Gesellschaft geht es um die Erforschung von historischen Weich- und Hartgesteinen und deren Lagerstätten und um Herstellungstechniken von antiken Bauwerken, Bauzier, Bauplastik und Skulpturen.

Die naturwissenschaftliche Erforschung von Gesteinen, die historisch verwendet und bearbeitet wurden, erfordert die Anwendung der sog. Archäometrie, um Archäologen, Kunsthistorikern und anderen Wissenschaftlern sichere Auskünfte über Lagerstätten zu geben, aus denen das in der Antike verwendete Material stammt. Das bedeutet auch, dass in antiken Steinbrüchen geforscht wird. Es ist bedeutsam zu wissen, wie die Lagerstätten erschlossen, wie die Steinbrucharbeit organisiert war und wer dort arbeitete. Für andere Wissenschaftsbereiche, wie beispielsweise die Geisteswissenschaft, ist es von großer Bedeutung, welche historischen Werksteine eingesetzt wurden und wo sie herkamen. Daraus lassen sich Rückschlüsse gewinnen, aus welchen Ländern die Werksteine stammen, in welchen Zeiträumen sie erstellt und wo sie eingebaut wurden, um beispielsweise Handelsbeziehungen, Personen der Geschichte und Transportwege zu rekonstruieren. Dabei trägt die ASMOSIA Daten über Lagerstätten und Artefakte zusammen, stellt sie in einen geschichtlichen Rahmen und interpretiert sie. Die auf den Tagungen vorgestellten wissenschaftlichen Projekte und deren Ergebnisse werden in Tagungsbänden veröffentlicht.
Neben den traditionellen Methoden der visuellen Gesteinsbestimmung werden mikroskopische Untersuchung von Dünn- und Anschliffen sowie das gesamte Arsenal der modernen Geochemie wie auch die neuesten physikalischen Untersuchungsmethoden eingesetzt.